# Saint-Gilles (Marne)
Saint-Gilles ist eine französische Gemeinde mit 274 Einwohnern (Stand: 1. Januar 2022) im Département Marne in der Region Grand Est (vor 2016 Champagne-Ardenne). Die Gemeinde gehört zum Arrondissement Reims und zum Kanton Fismes-Montagne de Reims. Die Einwohner werden Saint-Gillois genannt.

## Geographie
Saint-Gilles liegt etwa 30 Kilometer westnordwestlich vom Stadtzentrum von Reims an der Ardre und ihrem Zufluss Orillon. Umgeben wird Saint-Gilles von den Nachbargemeinden Fismes im Norden, Courville im Osten und Südosten, Mont-sur-Courville im Süden sowie Mont-Saint-Martin im Nordwesten.

## Bevölkerungsentwicklung
| Jahr                       | 1962 | 1968 | 1975 | 1982 | 1990 | 1999 | 2006 | 2018 |
| Einwohner                  | 214  | 202  | 163  | 142  | 131  | 165  | 241  | 286  |
| Quellen: Cassini und INSEE |      |      |      |      |      |      |      |      |

## Sehenswürdigkeiten
- Kirche Saint-Pierre, seit 1920 Monument historique

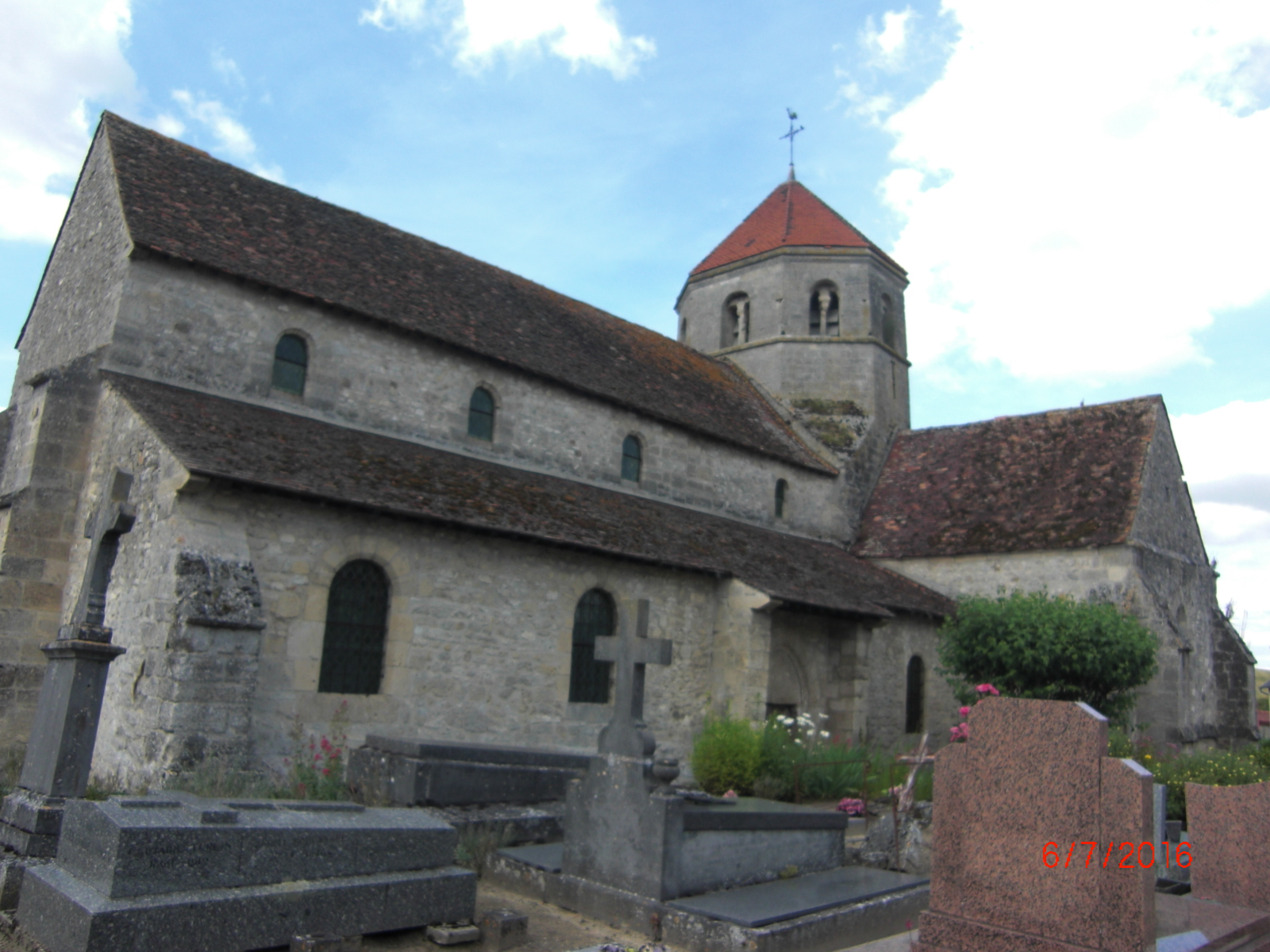
Kirche Saint-Pierre